# Meilleur joueur NCAA par l'Associated Press (MVP)
Le trophée du meilleur joueur de la NCAA par l' Associated Press (MVP) (en anglais Associated Press College Football Player of the Year) est décerné au meilleur joueur de la saison de football américain universitaire par l'hebdomadaire sportif américain Associated Press.
Il est décerné la première fois en 1998 et son vainqueur est choisi à l'issue d'un vote de rédacteurs sportifs du pays.

## Palmarès
| Saison | Vainqueur           | Poste | Équipe                     | Réf.   |
| ------ | ------------------- | ----- | -------------------------- | ------ |
| 1998   | Ricky Williams      | RB    | Longhorns du Texas         |        |
| 1999   | Ron Dayne (en)      | RB    | Badgers du Wisconsin       |        |
| 2000   | Josh Heupel (en)    | QB    | Sooners de l'Oklahoma      |        |
| 2001   | Rex Grossman        | QB    | Gators de la Floride       | [ 1 ]  |
| 2002   | Brad Banks (en)     | QB    | Hawkeyes de l'Iowa         | [ 2 ]  |
| 2003   | Jason White         | QB    | Sooners de l'Oklahoma      | [ 3 ]  |
| 2004   | Matt Leinart        | QB    | Trojans de l'USC           | [ 4 ]  |
| 2005   | Reggie Bush         | RB    | Trojans de l'USC           | [ 5 ]  |
| 2006   | Troy Smith          | QB    | Buckeyes d'Ohio State      | [ 6 ]  |
| 2007   | Tim Tebow           | QB    | Gators de la Floride       | [ 7 ]  |
| 2008   | Sam Bradford        | QB    | Sooners de l'Oklahoma      | [ 8 ]  |
| 2009   | Ndamukong Suh       | DT    | Cornhuskers du Nebraska    | [ 9 ]  |
| 2010   | Cam Newton          | QB    | Tigers d'Auburn            | [ 10 ] |
| 2011   | Robert Griffin III  | QB    | Bears de Baylor            | [ 11 ] |
| 2012   | Johnny Manziel      | QB    | Aggies de Texas A&M        |        |
| 2013   | Jameis Winston      | QB    | Seminoles de Florida State | [ 12 ] |
| 2014   | Marcus Mariota      | QB    | Ducks de l'Oregon          | [ 13 ] |
| 2015   | Christian McCaffrey | RB    | Cardinal de Stanford       | [ 14 ] |
| 2016   | Lamar Jackson       | QB    | Cardinals de Louisville    | [ 15 ] |
| 2017   | Baker Mayfield      | QB    | Sooners de l'Oklahoma      | [ 16 ] |
| 2018   | Kyler Murray        | QB    | Sooners de l'Oklahoma      | [ 17 ] |
| 2019   | Joe Burrow          | QB    | Tigers de LSU              | [ 18 ] |
| 2020   | DeVonta Smith       | WR    | Crimson Tide de l'Alabama  | [ 19 ] |
| 2021   | Bryce Young         | QB    | Crimson Tide de l'Alabama  |        |
| 2022   | Caleb Williams      | QB    | Trojans de l'USC           |        |

## Statistiques par équipes
| Équipe                     | Nombre |
| -------------------------- | ------ |
| Sooners de l'Oklahoma      | 5      |
| Trojans de l'USC           | 3      |
| Gators de la Floride       | 2      |
| Crimson Tide de l'Alabama  | 2      |
| Tigers d'Auburn            | 1      |
| Bears de Baylor            | 1      |
| Seminoles de Florida State | 1      |
| Hawkeyes de l'Iowa         | 1      |
| Cardinals de Louisville    | 1      |
| Tigers de LSU              | 1      |
| Cornhuskers du Nebraska    | 1      |
| Buckeyes d'Ohio State      | 1      |
| Ducks de l'Oregon          | 1      |
| Cardinal de Stanford       | 1      |
| Longhorns du Texas         | 1      |
| Aggies de Texas A&M        | 1      |
| Badgers du Wisconsin       | 1      |